# Mascagnia strigulosa
Mascagnia strigulosa là một loài thực vật có hoa trong họ Malpighiaceae. Loài này được (Rusby) Nied. mô tả khoa học đầu tiên năm 1928.